# Cerasus sachalinensis
Cerasus sachalinensis là loài thực vật có hoa trong họ Hoa hồng. Loài này được Kom. mô tả khoa học đầu tiên.